# Amhamid al-Ghizlan
Amhamid al-Ghizlan (arab. امحاميد الغزلان, fr. M'Hamid El Ghizlane) – oaza na południu Maroka, przy granicy z Algierią. Liczy ok. 2000 mieszkańców. Oaza rozciąga się między południkami 5˚40’ i 5˚50’E wzdłuż równoleżnika 30˚10’N. Położona jest w szerokiej, równoleżnikowo ukierunkowanej dolinie Wadi Dara. Dolina zajmuje centralną część regionu Coude du Dra.

## Zdjęcia Amhamid al-Ghizlan

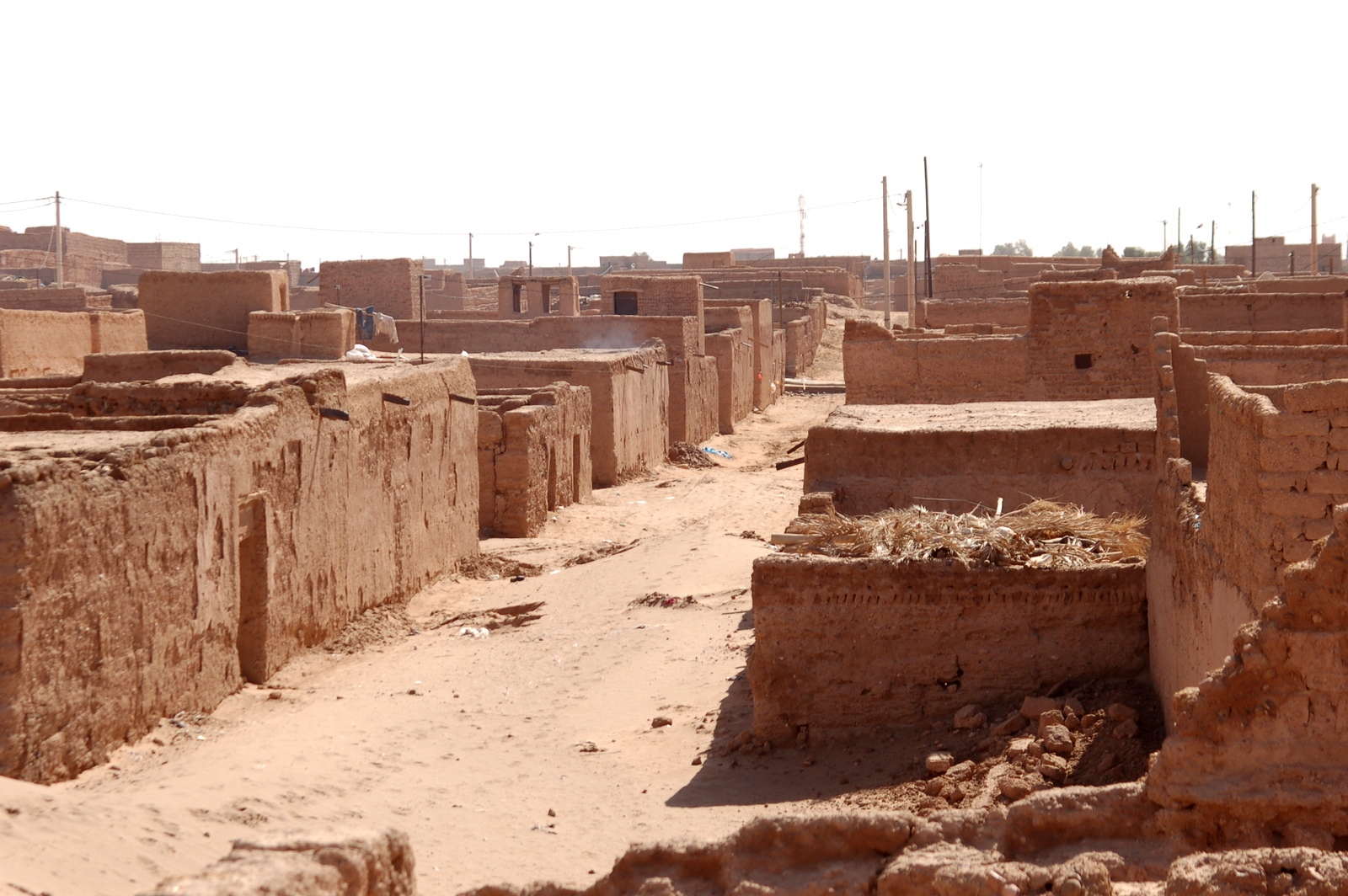
Boczna uliczka
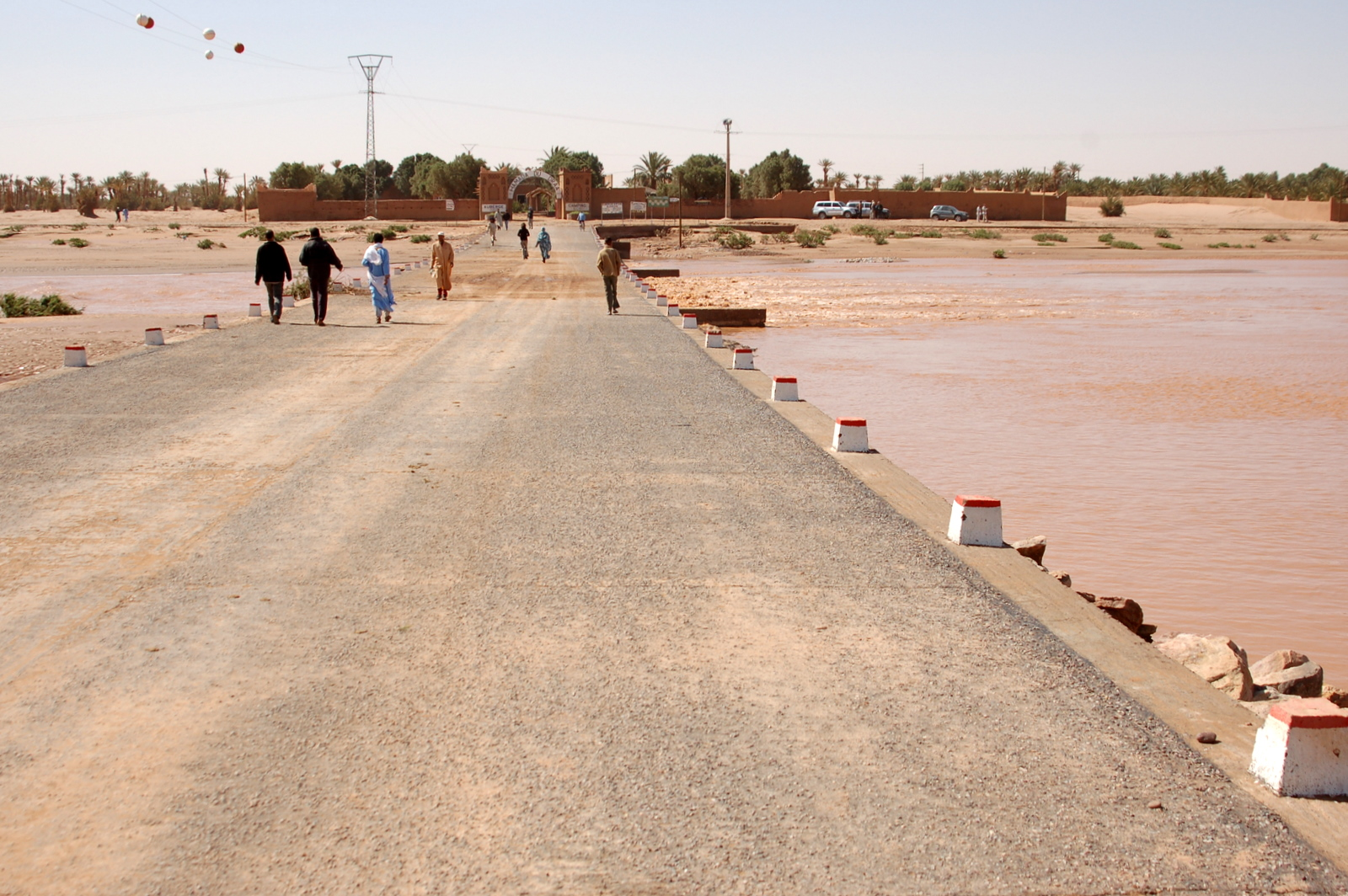
Jedyny most na Wadi Dara
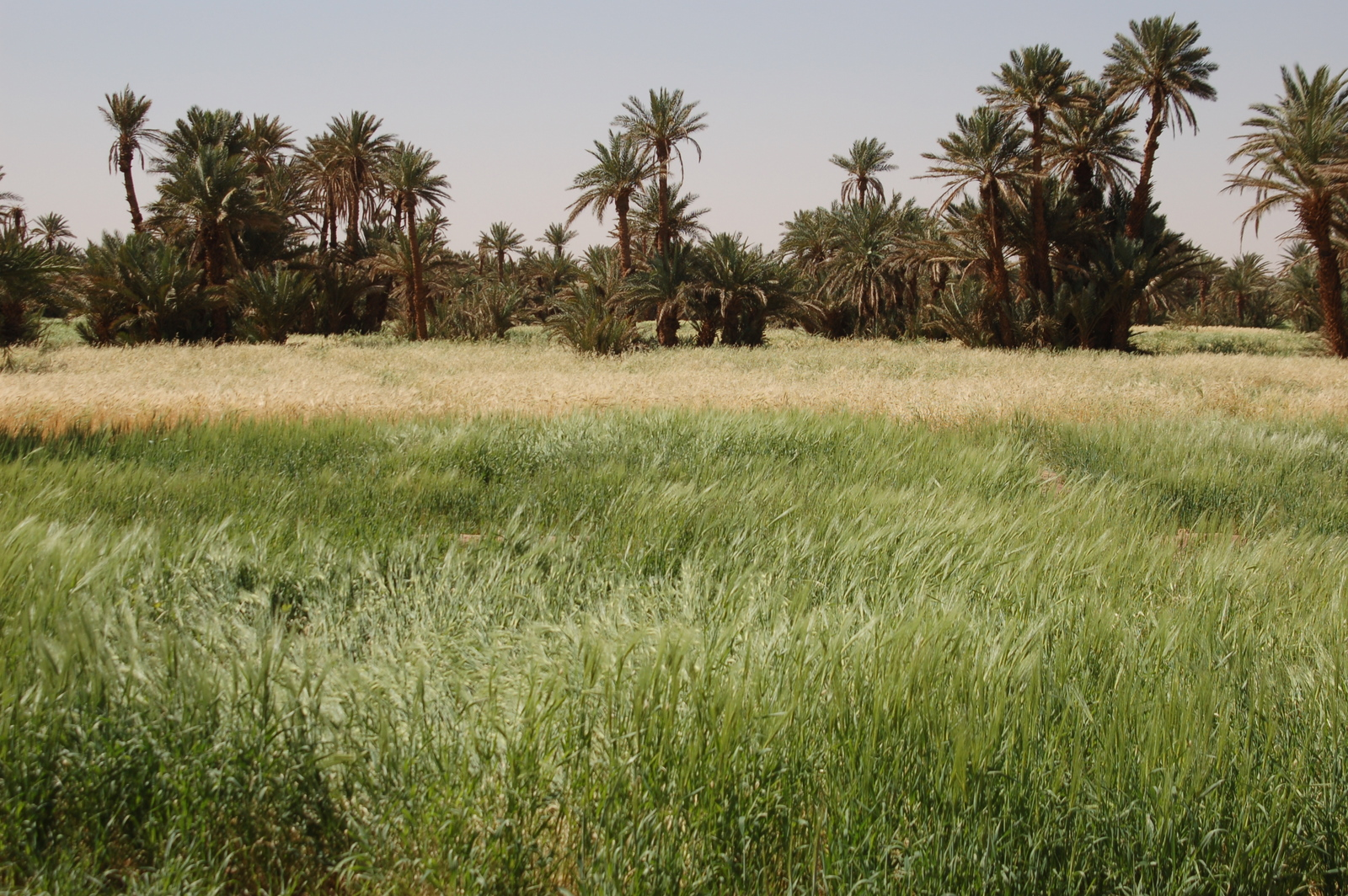
Pola uprawne w oazie
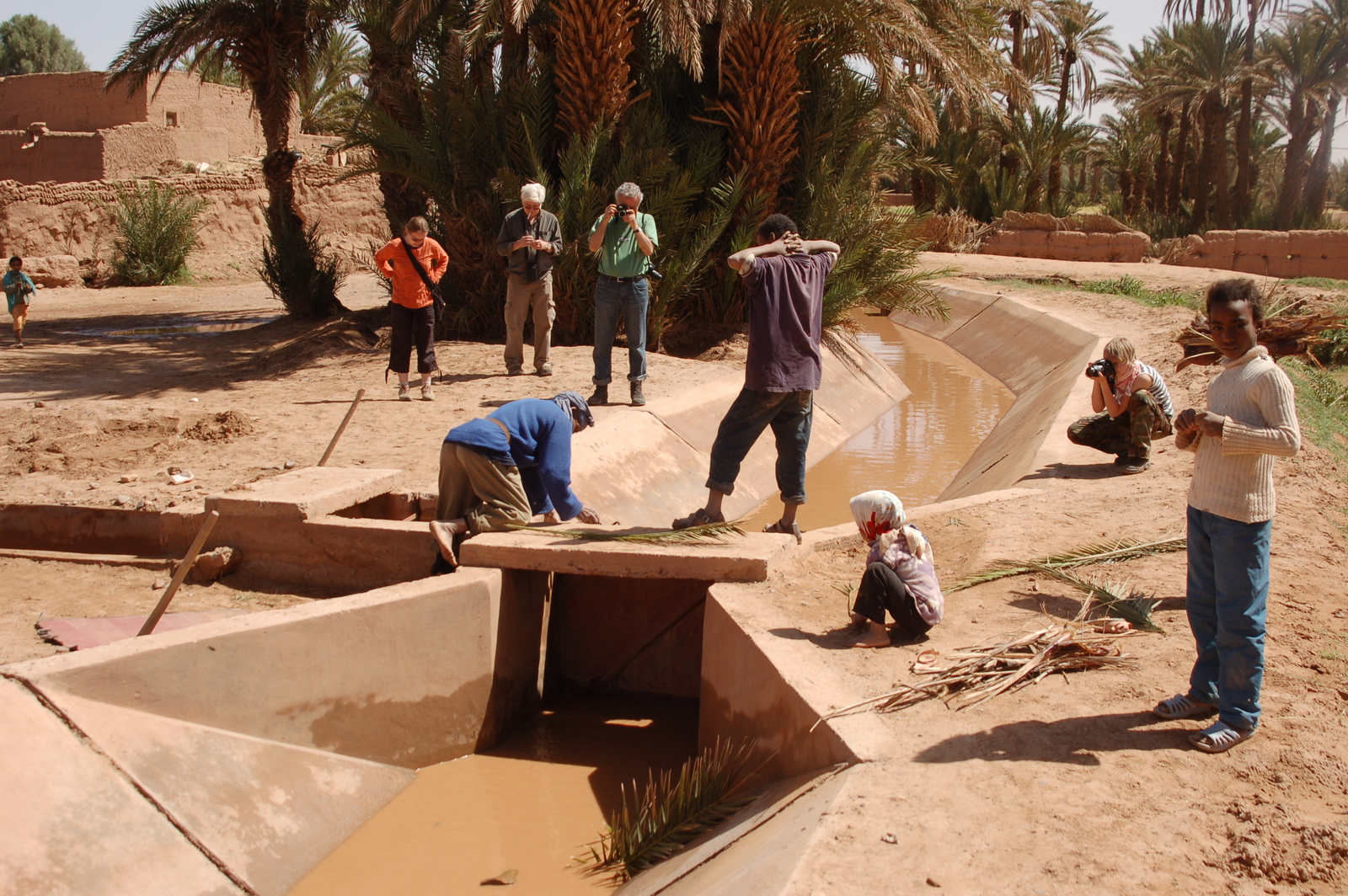
Kanał nawadniający